# Epazoyucan (municipi)
El municipi d'Epazoyucan és un dels vuitanta-quatre municipis que conformen l'estat d'Hidalgo, a Mèxic. El cap de municipi és la localitat d'Epazoyucan.
El municipi és al centre sud del territori d'Hidalgo, entre els paral·lels 19° 57’ i 20° 08’ de latitud nord; els meridians 98° 34’ i 98° 44’ de longitud oest; amb una altitud entre 2300 i 3100 msnm. Aquest municipi té una superfície de 139.58 km², i representa el 0.67% de la superfície de l'estat; dins la regió geogràfica denominada com a Comarca Minera.
Limita al nord amb els municipis de Mineral de la Reforma, Mineral del Monte, Omitlán de Juárez i Singuilucan; a l'est amb els municipis de Singuilucan i Zempoala; al sud amb el municipi de Zempoala; a l'oest amb els municipis de Zempoala i Mineral de la Reforma.
Epazoyucan és considerada dins dels municipis Metropolitans de l'àrea metropolitana de Pachuca, també composta pels municipis de Pachuca de Soto, Mineral del Monte, Mineral de la Reforma, San Agustín Tlaxiaca, Zapotlán de Juárez i Zempoala, essent Pachuca de Soto el municipi central.

## Toponímia
En llengua nàhuatl significa: “Lloc de molt epazote” o “Lloc que pertany a l'epazote”, essent “Yutl”, “allò que pertany a”,i “Can” “lloc de”.